# SEAT Mii
SEAT Mii (type AA) er en mikrobil fra SEAT og en variant af Volkswagen AGs New Small Family. Bilen kom på markedet i Spanien i slutningen af 2011, og i hele Europa i april 2012.